# Mike Danna
Michael Danna (Detroit, 4 dicembre 1997) è un giocatore di football americano statunitense che milita nel ruolo di defensive end per i Kansas City Chiefs della National Football League (NFL).

## Carriera

### Kansas City Chiefs
Danna al college giocò a football alla Central Michigan University (2016-2018) e a Michigan (2019). Fu scelto nel corso del quinto giro (177º assoluto) del Draft NFL 2020 dai Kansas City Chiefs. Debuttò come professionista nel primo turno vinto contro gli Houston Texans in cui mise a segno 3 tackle. La sua stagione da rookie si concluse con 24 tackle e 2,5 sack in 13 presenze.
Il 12 febbraio 2023, nel Super Bowl LVII vinto contro i Philadelphia Eagles per 38-35, Danna mise a segno un placcaggio, conquistando il suo primo titolo.
Nella stagione 2023 Danna mise a segno un nuovo primato personale di 6,5 sack. A fine anno vinse il secondo Super Bowl consecutivo quando i Chiefs batterono i San Francisco 49ers nel Super Bowl LVIII. Nella finalissima mise a segno tre placcaggi.

## Palmarès
- Super Bowl : 2

Kansas City Chiefs: LVII, LVIII
- American Football Conference Championship: 4

Kansas City Chiefs: 2020, 2022, 2023, 2024